# Arlet (pomme)
Arlet est le nom d'un cultivar de pommier domestique et par extension le nom de sa pomme.

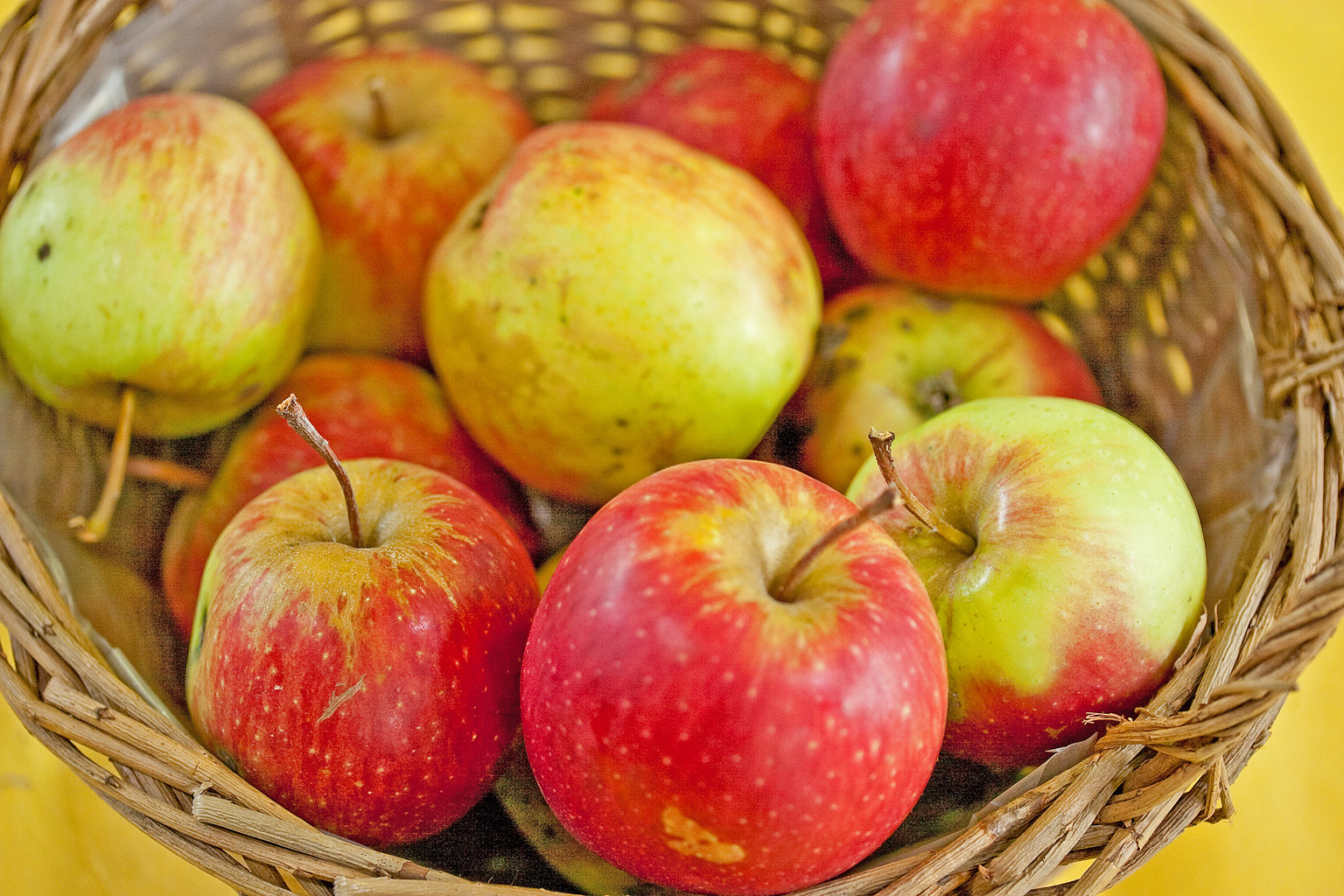
Arlet.

## Synonyme
Swiss Gourmet

## Description

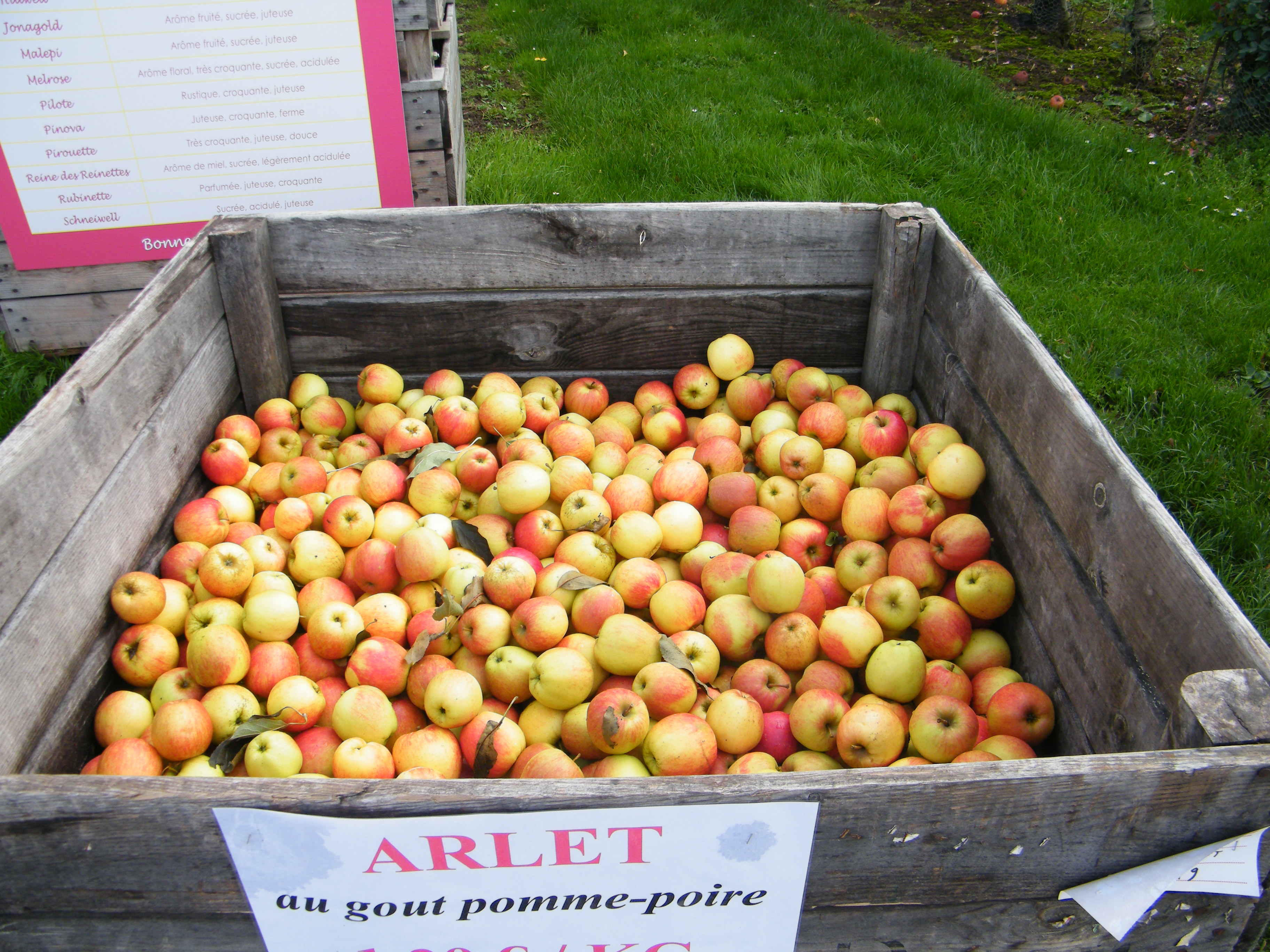
Arlet en palox.

- Calibre : moyen.
- Couleur de peau : rouge.
- Couleur de chair : crème[1].

## Origine
1958, Suisse

## Parenté
Croisement naturel: Golden Delicious x Idared

## Pollinisation
Variété diploïde donc, appropriée à la pollinisation croisée.